# Wilhelmine Korn

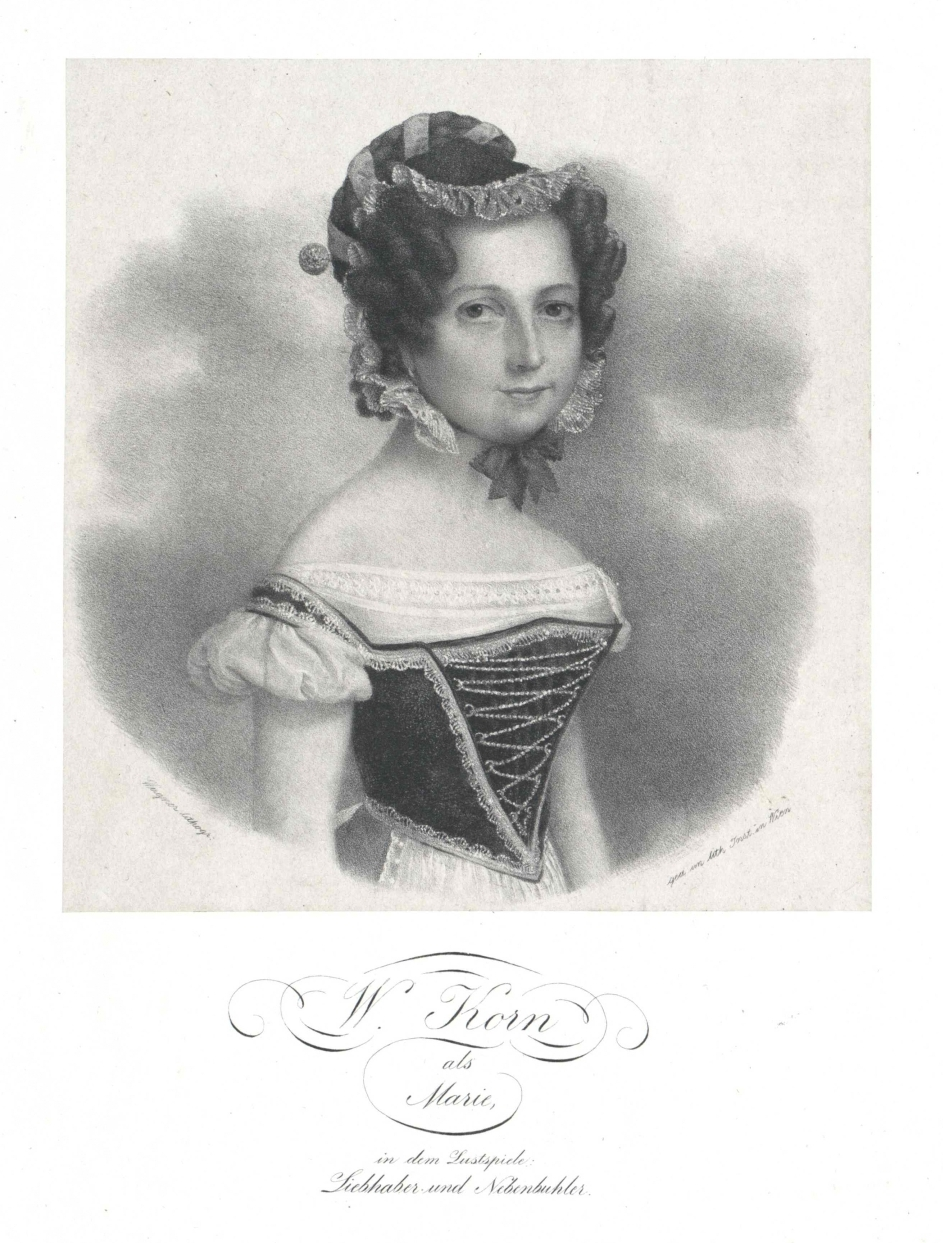
Wilhelmine Korn

Wilhelmine Korn (getauft am 17. Dezember 1786 als Maria Cäcilia Stephanie in Wien; gestorben am 13. September 1843 in Hietzing) war eine österreichische Theaterschauspielerin.

## Leben
Die Tochter des Schauspielers Gottlieb Stephanie und seiner Frau Anna Mika wurde früh zur Waisen. Sie trat nach ihrer Entdeckung durch Betty Roose und Johann Franz Brockmann ab 1802 selbst auf, zunächst in kleinen Rollen auf der Hofbühne. Ihre erste Rolle war die Elisabeth im Stück Graf von Burgund. Am 12. Mai 1806 heiratete sie den Schauspieler Maximilian Korn, von dem sie spätestens ab 1819 getrennt lebte.
Besonderen Ruhm erntete sie für ihre Interpretation der Melitta in Franz Grillparzers Sappho, ihre erste Tragödienrolle. Hierzu gibt es die Anekdote, dass sie auf Anregung durch ihren Mann und durch Sophie Schröder eine gekünstelte Sprechweise für die Rolle lernte, und erst während der Generalprobe durch Grillparzer erfuhr, dass diesem ihre Interpretation nicht gefiel. Daraufhin trug sie den Text bei der Uraufführung erstmals in natürlicher Sprechweise vor.
Sie beendete 1819 mit einer Wiener Erstaufführung von Nathan der Weise in der Rolle der Recha ihre erste Bühnenkarriere, da sie Krampfattacken erlitt. 
Im Februar 1820 betrat sie zwar wieder die Bühne, übernahm jedoch zunehmend die Rolle der reiferen Anstandsdame
(die jugendlichen Liebhaberinnen wurden in der Folge von Elise Fichtner gespielt). 1831 trat sie endgültig in den Ruhestand.